# Surlica
Surlica (cyr. Сурлица) – wieś w Serbii, w okręgu pczyńskim, w gminie Trgovište. W 2011 roku liczyła 43 mieszkańców.